# Bathers Beach Whaling Station

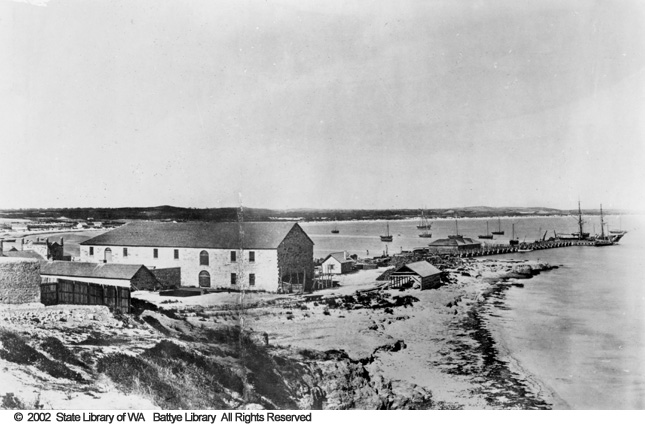
Das Gelände der Walfangstation mit Bauwerken und Anlegesteg (1870)

Die Bathers Bay Whaling Station (deutsch: Bathers-Bay-Walfangstation) lag am Arthur Head an der Bathers Bay (auch Whalers Bay genannt) auf dem Bathers Beach in Fremantle, Western Australia. Die Walfangstation wurde mit Unterbrechungen von 1837 bis in die Mitte der 1840er Jahre betrieben.
Walfang in Australien hatte große Bedeutung für die Entwicklung der damaligen Swan River Colony, des späteren Western Australia, denn der Walfang war bis in die 1850er Jahre die Hauptquelle für notwendige Einnahmen aus dem Export.
Heute ist der Standort der historischen Walfangstation zu einem beliebten Freizeitplatz für Wassersportler und Erholungssuchende geworden.

## Lage und Bedeutung

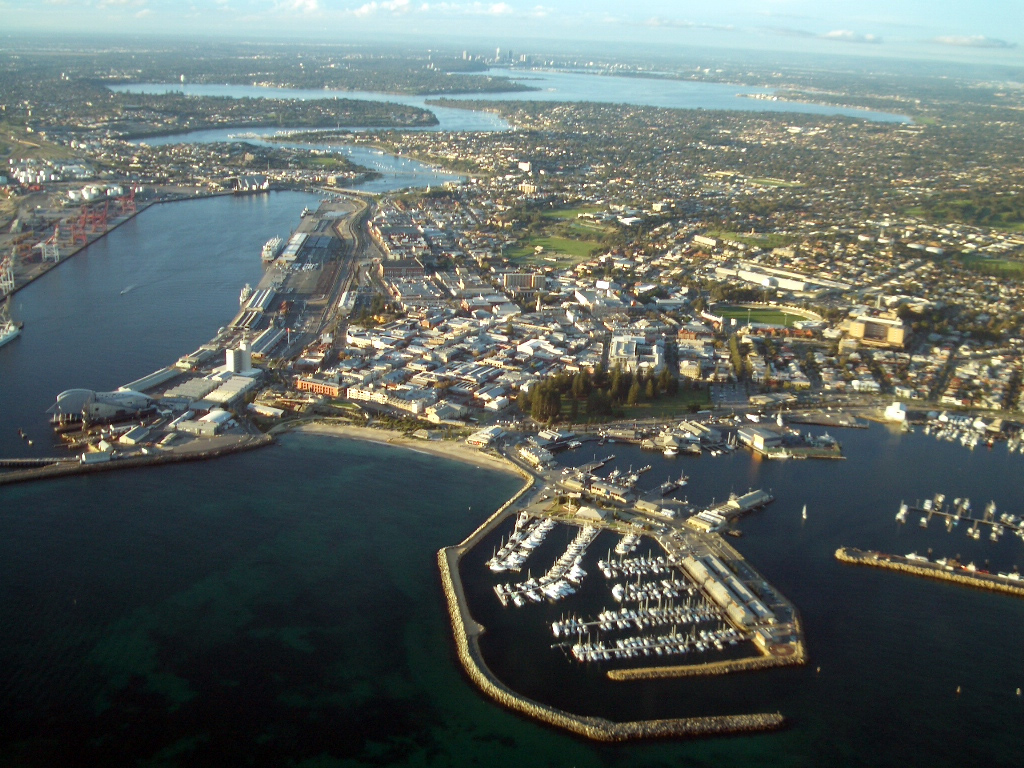
Luftbild von Fremantle, links vorne ist die Bathers Bay mit Arthur Head erkennbar. Oberhalb links liegt der Hafen von Fremantle

Arthur Head ist eine Landzunge, die am östlichen Eingang des Hafens von Fremantle liegt, am sogenannten Inner Habour. Diese Landzunge und der sich östlich daran anschließende Bathers Beach an der Bathers Bay, hatte für die Schiffsfahrtsindustrie der britischen Swan River Colony große Bedeutung, die wegen einer verfehlten Wirtschaftspolitik durch das Vereinigte Königreich kurz vor dem Scheitern stand. An diesem Ort liegen die Wurzeln der Walfang- und der Schiffbauindustrie von Western Australia, denn die Walfangindustrie machte bis in die 1850er Jahre den Hauptanteil des Exports der Kolonie aus.
Im Dezember 1836 gründete James Stirling die Walfangindustrie von Western Australia in Fremantle, als er damit begann, Boote für den Walfang zu bauen. James Stirling war damals britischer Kolonialadministrator und wurde später zum ersten Gouverneur von Western Australia ernannt.

## Geschichte
Im Jahr 1837 erfolgte die Gründung der Fremantle Whaling Company, die ihre Walfangstation am Arthur Head aufbaute. Das Unternehmen erwartete durch einen erfolgreichen Walfang hohe Profite.
Aufgebaut wurden zunächst Gebäude zur Walölkocherei, Fassherstellung, Bootsschuppen, Lager- und ein Stationshaus. Das steinerne Lagerhausgebäude besaß zwei Stockwerke. Ferner wurde ein 22,9 Meter langer Anlegesteg aus Hartholz gebaut, an dem nicht nur die Walfängerboote anlegen konnten. Dieser Anlegesteg wurde 1871 entfernt. Hinter der Walfangstation erhebt sich eine 15 Meter hohe Felswand. Um den Zugang zur High Street für die Beschäftigten und eine entsprechende Transportmöglichkeit in die Stadt zu ermöglichen, ließ die Fremantle Waling Company einen 57 Meter langen Tunnel in den Fels aus Kalkstein eingeschlagen. Nach fünf Monaten Bauzeit, wobei auch Häftlinge des dortigen Gefängnisses eingesetzt wurden, war der Tunnel mit einem Einsatz von Pickel und Schaufeln fertiggestellt. Die gesamte bauliche Anlage stieß in Fremantle nicht nur auf Zustimmung, da die Anlage unmittelbar an der Stadt liegende Verwertung der Wale mit einer Belästigung von Rauch und Gerüchen verbunden war und für nicht repräsentativ für Ankommende gehalten wurde.
In der Zeit, in der die Walfangstation betrieben wurde, lagerten auch lokale Aborigines in der Nähe. Dies wird als Beleg dafür gewertet, dass dies ihr angestammtes Land war. Ferner wurden auf dem Strandgelände und auf dem Felsen Spuren und Artefakten von ihnen gefunden.
Das neue Unternehmen war mit nur geringem Kapital ausgestattet. Es beschäftigte zwischen 19 und 20 Waljäger auf Booten. Jedoch passierten die Pottwale die Bathers Bay in größerer Entfernung als angenommen. Zudem waren diese Wale in der Lage dort tief zu tauchen. Ferner konnten sie wesentlich schneller schwimmen als die Südkaper. Deshalb waren die Ruderboote nicht in der Lage ihnen zu folgen und konnten tief schwimmende Wale mit ihren Harpunen nicht erreichen. Nur die langsam schwimmenden Südkaper konnten erlegt werden. Allerdings konnten aus ihnen wesentlich weniger Walöl gewonnen werden. 1838 belief sich der Export auf lediglich 3380 Pfund und 1839 3170 Pfund Walöl. Als zusätzlich die Preise für Walöl und Fischbein fielen, rentierte sich der Walfang nicht mehr und die Walfangstation musste geschlossen werden. Zusätzlich geriet die heimische Walfangindustrie in Konkurrenz zu den amerikanischen Walfängern.
Drei Jahre später stiegen die Preise für Produkte von Walen wieder an und die Fremantle Whaling Company nahm den Fangbetrieb wieder auf. Die Walfangstation wurde bis in die Mitte der 1840er Jahre an unterschiedliche Walfangunternehmen weiterverkauft, darunter auch an die Cheyne Beach Whaling Company. Als die Preise gegen Ende der 1850er Jahre wegen der Entdeckung von Erdöl und der damit verbundenen Herstellung von Petroleum erneut fielen, musste die Walfangstation endgültig schließen.
Auf dem Gelände der Walfangstation wurden anschließend Schiffe gebaut und repariert. Dadurch entwickelte sich diese Industrie weiter.

## Heute

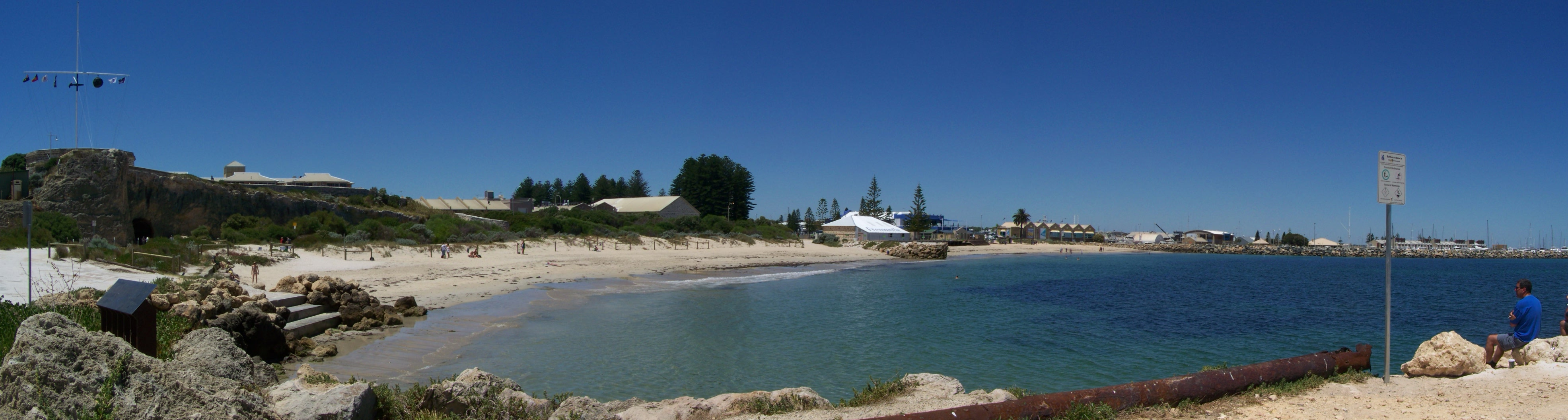
Bathers Bay und Bathers Beach. Links in der Klippe ist der Tunnel als dunkler Punkt erkennbar.

Die Lage von den Gebäuden und die des Anlegestegs sind heute noch bekannt. 1983 wurden Walknochen am gesamten Strand gefunden, besonders viele auf der nördlichen Hälfte der Bucht.
Heute befindet sich ein Sandstrand auf dem Gelände der Walfangstation. An die Walfangstation erinnert lediglich der Tunnel, der 1837 in den Felsen geschlagen wurde und nun den Zugang zum Strand für Freizeitsportler und Erholungssuchende ermöglicht. Der Tunnel durch Kalkstein ist heute als Whalers Tunnel bekannt.